# Esemka Bima
Esemka Bima — серия малотоннажных грузовых автомобилей, производимых с 2019 года индонезийской компанией Esemka.

## Описание
Esemka Bima был запущен в производство 6 сентября 2019 года. В общей сложности, детали для автомобиля поставляли 26 местных производителей комплектующих, включая INCA.
Компания Esemka утверждает, что Bima состоит из деталей местного производства на 60—62%. Утверждается, что дизайн Esemka Bima якобы идентичен пикапам Changan, Jinbei и Shineray, однако официального подтверждения этому нет.
Esemka Bima оснащается 1,1-литровым бензиновым двигателем. Коробка передач — пятиступенчатая механическая.
16 февраля 2023 года на 30-м Индонезийском международном автосалоне был представлен грузовой электромобиль, получивший название Bima EV. Автомобиль выпускается в Китае на базе Bima 1.3.